# Paraspilotragus diversevittatus
Paraspilotragus diversevittatus – gatunek chrząszcza z rodziny kózkowatych i podrodziny zgrzypikowych. Jedyny przedstawiciel rodzaju Paraspilotragus.

## Zasięg występowania
Afryka Wschodnia, występuje w Mozambiku.